# Hockey su prato ai Giochi olimpici
L'hockey su prato fu introdotto per la prima volta ai Giochi olimpici di Londra 1908 unicamente come sport maschile; da Amsterdam 1928 diventa stabilmente uno sport olimpico e da allora fino a Melbourne 1956 si registra un dominio ininterrotto della nazionale indiana, che è riuscita a conquistare sempre l'oro. Da Mosca 1980 si svolge anche il torneo femminile.

## Medagliere
Aggiornati a Parigi 2024.
In corsivo le nazioni (o le squadre) non più esistenti.
| Pos | Nazione                   | Oro | Argento | Bronzo | Totale |
| --- | ------------------------- | --- | ------- | ------ | ------ |
| 1   | Paesi Bassi               | 8   | 6       | 6      | 20     |
| 2   | India                     | 8   | 1       | 4      | 13     |
| 3   | Australia                 | 4   | 4       | 5      | 13     |
| 4   | Germania                  | 4   | 3       | 4      | 11     |
| 5   | Gran Bretagna             | 4   | 2       | 7      | 13     |
| 6   | Pakistan                  | 3   | 3       | 2      | 8      |
| 7   | Argentina                 | 1   | 3       | 3      | 7      |
| 8   | Spagna                    | 1   | 3       | 1      | 5      |
| 9   | Germania Ovest            | 1   | 3       | 0      | 4      |
| 10  | Belgio                    | 1   | 1       | 1      | 3      |
| 11  | Nuova Zelanda             | 1   | 0       | 0      | 1      |
| 11  | Zimbabwe                  | 1   | 0       | 0      | 1      |
| 13  | Corea del Sud             | 0   | 3       | 0      | 3      |
| 14  | Cina                      | 0   | 2       | 0      | 2      |
| 15  | Cecoslovacchia            | 0   | 1       | 0      | 1      |
| 15  | Danimarca                 | 0   | 1       | 0      | 1      |
| 15  | Giappone                  | 0   | 1       | 0      | 1      |
| 18  | Stati Uniti               | 0   | 0       | 2      | 2      |
| 18  | Unione Sovietica          | 0   | 0       | 2      | 2      |
| 20  | Squadra Unificata Tedesca | 0   | 0       | 1      | 1      |

## Albo d'oro

### Torneo maschile
| Edizione                                                    | Podio            | Podio          | Podio                     |
| Anno                                                        | Oro              | Argento        | Bronzo                    |
| ----------------------------------------------------------- | ---------------- | -------------- | ------------------------- |
| Londra 1908                                                 | Inghilterra      | Irlanda        | Scozia                    |
| Londra 1908                                                 | Inghilterra      | Irlanda        | Galles                    |
| Assente dal programma dei Giochi olimpici di Stoccolma 1912 |                  |                |                           |
| Anversa 1920                                                | Regno Unito      | Danimarca      | Belgio                    |
| Assente dal programma dei Giochi olimpici di Parigi 1924    |                  |                |                           |
| Amsterdam 1928                                              | India Britannica | Paesi Bassi    | Germania                  |
| Los Angeles 1932                                            | India Britannica | Giappone       | Stati Uniti               |
| Berlino 1936                                                | India Britannica | Germania       | Paesi Bassi               |
| Londra 1948                                                 | India            | Regno Unito    | Paesi Bassi               |
| Helsinki 1952                                               | India            | Paesi Bassi    | Regno Unito               |
| Melbourne 1956                                              | India            | Pakistan       | Squadra Unificata Tedesca |
| Roma 1960                                                   | Pakistan         | India          | Spagna                    |
| Tokyo 1964                                                  | India            | Pakistan       | Australia                 |
| Città del Messico 1968                                      | Pakistan         | Australia      | India                     |
| Monaco 1972                                                 | Germania Ovest   | Pakistan       | India                     |
| Montréal 1976                                               | Nuova Zelanda    | Australia      | Pakistan                  |
| Mosca 1980                                                  | India            | Spagna         | Unione Sovietica          |
| Los Angeles 1984                                            | Pakistan         | Germania Ovest | Regno Unito               |
| Seul 1988                                                   | Regno Unito      | Germania Ovest | Paesi Bassi               |
| Barcellona 1992                                             | Germania         | Australia      | Pakistan                  |
| Atlanta 1996                                                | Paesi Bassi      | Spagna         | Australia                 |
| Sydney 2000                                                 | Paesi Bassi      | Corea del Sud  | Australia                 |
| Atene 2004                                                  | Australia        | Paesi Bassi    | Germania                  |
| Pechino 2008                                                | Germania         | Spagna         | Australia                 |
| Londra 2012                                                 | Germania         | Paesi Bassi    | Australia                 |
| Rio de Janeiro 2016                                         | Argentina        | Belgio         | Germania                  |
| Tokyo 2020                                                  | Belgio           | Australia      | India                     |
| Parigi 2024                                                 | Paesi Bassi      | Germania       | India                     |

### Torneo femminile
| Edizione            | Podio       | Podio          | Podio            |
| Anno                | Oro         | Argento        | Bronzo           |
| ------------------- | ----------- | -------------- | ---------------- |
| Mosca 1980          | Zimbabwe    | Cecoslovacchia | Unione Sovietica |
| Los Angeles 1984    | Paesi Bassi | Germania Ovest | Stati Uniti      |
| Seul 1988           | Australia   | Corea del Sud  | Paesi Bassi      |
| Barcellona 1992     | Spagna      | Germania       | Regno Unito      |
| Atlanta 1996        | Australia   | Corea del Sud  | Paesi Bassi      |
| Sydney 2000         | Australia   | Argentina      | Paesi Bassi      |
| Atene 2004          | Germania    | Paesi Bassi    | Argentina        |
| Pechino 2008        | Paesi Bassi | Cina           | Argentina        |
| Londra 2012         | Paesi Bassi | Argentina      | Regno Unito      |
| Rio de Janeiro 2016 | Regno Unito | Paesi Bassi    | Germania         |
| Tokyo 2020          | Paesi Bassi | Argentina      | Regno Unito      |
| Parigi 2024         | Paesi Bassi | Cina           | Argentina        |